# Aix (Corrèze)
Aix (en occitano Ais) es una comuna y población de Francia, en la región de Lemosín, departamento de Corrèze, en el distrito de Ussel y cantón de Eygurande.
Su población en el censo de 2008 era de 387 habitantes.
Está integrada en la Communauté de communes du Pays d'Eygurande .

## Demografía
| 325 | 431 | 373 | 371 | 325 | 307 | 387 |
| Para los censos de 1962 a 1999 la población legal corresponde a la población sin duplicidades (Fuente: INSEE [Consultar]) |     |     |     |     |     |     |